# Culladia snelleni
Culladia snelleni là một loài bướm đêm trong họ Crambidae.